# Shin Seung-ho
Dans ce nom coréen, le nom de famille, Shin, précède le nom personnel.
Shin Seung-ho, né le 11 novembre 1995, est un acteur et mannequin sud-coréen. Il est connu pour ses rôles dans les dramas A-Teen (2018),, Love Alarm (2019), DP (2021) et Alchemy of Souls (2022).

## Carrière
En 2016, il a arrêté de jouer au football et a commencé à être mannequin à la S/S Seoul Fashion Week 2017 et au Seoul 365 Fashion Show deux à trois mois après avoir appris à marcher. Cette année-là, il est arrivé en finale du concours de sélection de mannequins de SBS en 2017 et, depuis, il participe à des défilés de mode et à des séances photos. En tant qu'acteur, il a fait ses débuts dans le web drama A-Teen 
Dans la série D.P., un film original de Netflix sorti en 2021, il a reçu des critiqu
es élogieuses pour son interprétation de Hwang Jang-soo, un soldat de haut rang méchant qui harcèle sans relâche ses subordonnés.
En 2022, il a incarné Go Won, dans le drame Alchemy of Souls.
Il a incarné le personnage de Seo Hyun-seok dans le film Pilot sorti en 2024.

## Filmographie

### Film
| Année   | Titre                              | Rôle          | Ref.  |
| ------- | ---------------------------------- | ------------- | ----- |
| 2021    | Galette double                     | Kang Woo-ram  | [ 3 ] |
| 2024    | Pilote                             | Seo Hyun-seok | [ 5 ] |
| A venir | Seul Dieu sait tout                | Do-woon       | [ 6 ] |
| A venir | L'homme ressuscité                 | Black         | [ 7 ] |
| A venir | Point de vue du lecteur omniscient | Lee Hyun-sung | [ 8 ] |

### Séries télévisées
| Année     | Titre                         | Rôle          | Remarques             | Ref.   |
| --------- | ----------------------------- | ------------- | --------------------- | ------ |
| 2019      | À dix-huit ans                | Ma Hwi-young  |                       | [ 3 ]  |
| 2020      | Comment acheter un ami        | Heo Don Hyuk  | Drame en quatre actes | [ 9 ]  |
| 2020      | Histoire d'amour faite maison | Nam Si-woo    | Cameo                 |        |
| 2022–2023 | Alchemy of Souls              | Prince Go-won | Partie 1–2            | [ 10 ] |
| 2023      | La Bonne et Mauvaise Mère     | Fonctionnaire | Cameo (épisode 5)     | [ 11 ] |

### Série Web
| Année     | Titre          | Rôle           | Remarques                     | Ref.   |
| --------- | -------------- | -------------- | ----------------------------- | ------ |
| 2018      | A-Ado          | Nam Shi-woo    |                               | [ 12 ] |
| 2019      | A-Ado 2        | Nam Shi-woo    |                               | [ 3 ]  |
| 2019      | Alarme d'amour | Il-sik         |                               | [ 3 ]  |
| 2021–2023 | DP             | Hwang Jang Soo | Saison 1 – (Saison 2 ; Cameo) | [ 13 ] |
| 2022      | Héros fragile  | Jeon Seok-dae  |                               | [ 14 ] |

## Prix et nominations
| Cérémonie de remise des prix                          | Année | Catégorie                                                      | Nomination             | Résultat | Ref.   |
| ----------------------------------------------------- | ----- | -------------------------------------------------------------- | ---------------------- | -------- | ------ |
| Prix Baeksang pour les Arts                           | 2022  | Meilleur acteur débutant – Télévision                          | DP                     | Nommé    | [ 15 ] |
| Prix KBS Drama                                        | 2020  | Meilleur acteur dans un drame en un acte/spécial/court métrage | Comment acheter un ami | Nommé    | [ 16 ] |
| Récompenses pour la fidélité des clients de la marque | 2023  | Prix de l'Étoile montante masculine                            | Alchimie des âmes      | Lauréat  | [ 17 ] |